# Mortville Manor
Mortville Manor (Frans: Le manoir de Mortevielle; Duits: Der Landsitz von Morteville) is een videospel dat werd ontwikkeld en uitgegeven door Lankhor. Het spel werd uitgebracht in 1986 voor de Sinclair QL. Later volgde ook uitgaven voor ander platforms. Het spel is van het type point-and-click adventure. Het spel kwam als eerste uit in het Frans maar werd vertaald naar het Engels en Duits. De Spraaksynthese was een van de eerste in zijn tijd. Het spel wordt bediend met de muis. De speler speelt een privédetective Jérôme Lange en wordt betrokken bij een aantal vreemde gebeurtenissen in Mortville Manor. 
Het spel werd opgevolgd door Maupiti Island dat zich afspeelt op een tropisch eiland.

## Platforms
| Jaar | Platform                |
| ---- | ----------------------- |
| 1986 | Sinclair QL             |
| 1987 | Atari ST                |
| 1988 | Amiga, Amstrad CPC, DOS |

## Ontvangst
| Beoordeeld door | Platform    | Datum            | Score |
| --------------- | ----------- | ---------------- | ----- |
| Jeuxvideo.com   | Amiga       | 11 februari 2010 | 90%   |
| Jeuxvideo.com   | Atari ST    | 11 februari 2010 | 90%   |
| Jeuxvideo.com   | DOS         | 11 februari 2010 | 90%   |
| Jeuxvideo.com   | Amstrad CPC | 11 februari 2010 | 90%   |
| Commodore User  | Amiga       | oktober 1988     | 80%   |
| ST/Amiga Format | Amiga       | september 1988   | 78%   |
| Adventurearchiv | DOS         | 27 mei 2009      | 54%   |